# Parnoy-en-Bassigny
Parnoy-en-Bassigny település Franciaországban, Haute-Marne megyében. Lakosainak száma 285 fő (2022. január 1.). Parnoy-en-Bassigny Breuvannes-en-Bassigny, Dammartin-sur-Meuse, Larivière-Arnoncourt, Val-de-Meuse, Le Châtelet-sur-Meuse és Serqueux községekkel határos.

## Népesség
A település népességének változása:
| Lakosok száma | 248  | 352  | 338  | 315  | 302  | 302  | 299  | 288  | 287  | 285  |
|               | 1968 | 1982 | 1990 | 2006 | 2013 | 2015 | 2017 | 2019 | 2020 | 2022 |